# 氪
氪，是一種化學元素，其化學符號为Kr，原子序數为36，原子量為83.798 u，是一种无色、无臭、无味的稀有气体，把它放电时呈橙红色，在大气中含有痕量，可通过分馏从液态空气中分离，常用于制作荧光灯。氪正如其他惰性气体一样，不易与其他物质产生化学作用，已知的化合物有二氟化氪（KrF2）。
正如其他稀有气体，氪可用于照明和摄影。氪发出的光有大量谱线，并大量以等离子体的形态释出，这使氪成为制造高功率气体激光器的重要材料，另外也有特制的氟化氪激光。氪放电管功率高、操作容易，因此在1960年至1983年间，一米的定义是用氪86發出的橙色谱线作为基准的。

## 历史

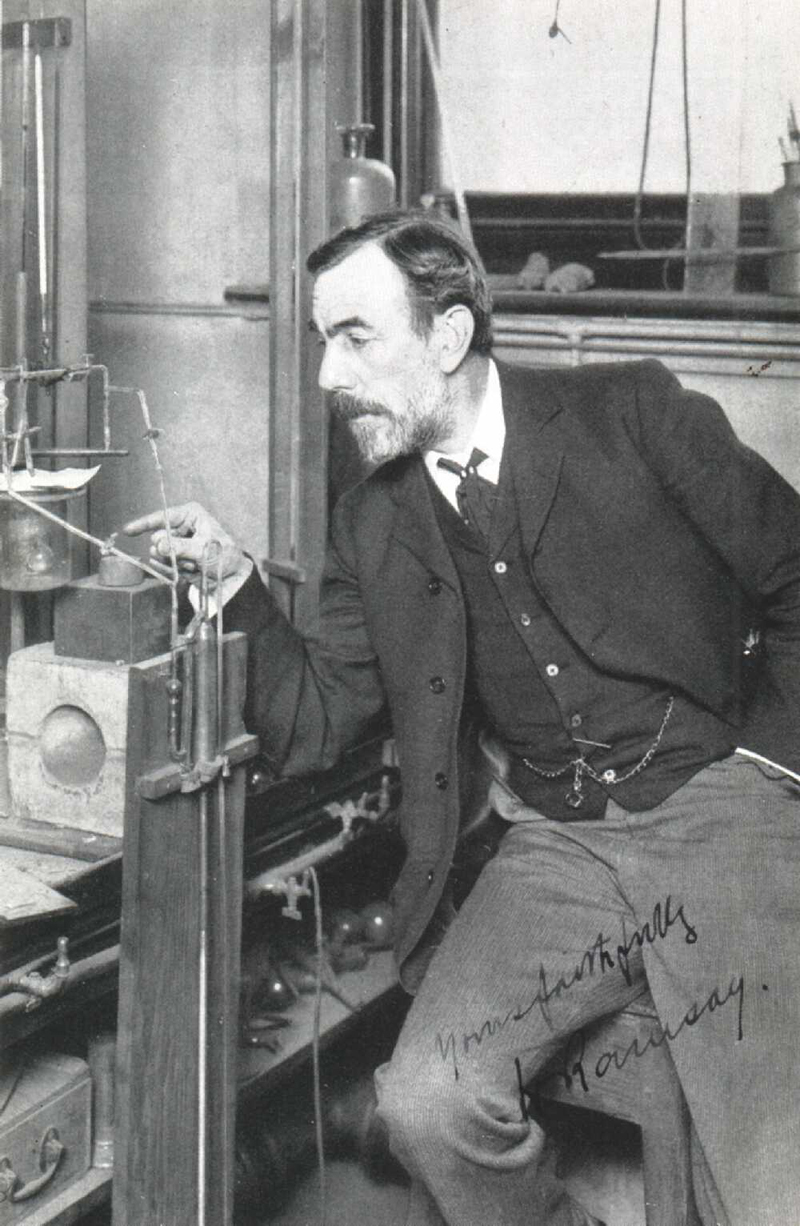
氪的发现者拉姆齐

氪在1898年由苏格兰化学家威廉·拉姆齐爵士和英格兰化学家莫里斯·特拉弗斯发现，他们在液态空气的几乎所有成分都蒸发后留下的残液中发现氪。以古希臘語 κρυπτός kryptós（“隱藏”）命名為氪。数周后，他们通过类似的方法发现了氖。因为发现包括氪在内的多种惰性气体，拉姆齐在1904年获得诺贝尔化学奖。
1960年，国际间协定以氪86发出的谱线波长长度（波长为605.78纳米）定义一米的长度。在第11届国际计量大会，一米被定义为“氪86原子的2P10和5d5能级之间跃遷所对应辐射在真空中波长的1650763.73倍”。这个定义取代了原有的定义：一根存放在巴黎的鉑銥合金棒。但最後一次修改使用光在真空中的速度來定義一公尺，1983年10月，国际计量局把一公尺的定義為光在真空中在1/299,792,458秒中走過的距離。

## 特征
氪可通过数条较强的谱线（光谱特征）辨认，其中最强的是绿色和黄色。铀经过核裂变后会释出氪。固态的氪呈白色，晶体呈面心立方结构，这个结构是所有惰性气体共有的。

### 同位素
天然出现的氪有6个稳定的同位素，另外还有约30个已知的不稳定同位素和同质异能素。氪81半衰期为230,000年，是大气反应的产物，可以与其他天然氪同位素一同制备。氪在接近地表水时极易挥发，但氪81可用于鉴定地下水的年代（可推算5万至80万年前）。
氪-85是非活性的、放射性的惰性气体，半衰期为10.76年，会由铀和钚的裂变释出，例如核武器爆炸和核反应堆都会释出氪85，在回收核反应堆的燃料棒时都会释出。因为大多核反应堆都位于北半球，北极的氪85浓度比南极的高约30%。

### 化学
氪正如其他惰性气体一样，不易与其他物质产生化学作用。但1962年首次合成出氙的化合物后，二氟化氪（KrF
2）也在1963年成功合成。同年，格罗泽等人宣布合成出四氟化氪（KrF
4），但后来证实为鉴定错误。另外有未经证实的报告指出发现氪含氧酸的钡盐。已有研究发现多原子离子ArKr+和KrH+，也有KrXe或KrXe+存在的证据。
与氟以外原子成链的氪化合物已有发现，KrF
2和B(OTeF
5)
3反应会得出不稳定的Kr(OTeF
5)
2，该化合物中氪与氧成链；KrF
2和[HC≡NH]+
[AsF−
6]在−50 °C反应则会得出存在氪氮链的正离子[HC≡N–Kr–F]+
。根据报告，HKrCN和HKrC≡CH在40K以下是稳定的。

### 天然存在
地球形成初期时存在的惰性气体至今仍然存在，氦是个例外，因为氦原子非常轻，移动速度也足以逃逸出地球的重力。大气中现存的氦原子是由地球上钍和铀的裂变产生的。氪在大气中的浓度为1ppm，可经由分馏从液态空气中分离。太空中的氪含量不详，流星活动和太阳风暴形成的氪含量也同样未知。

## 用途

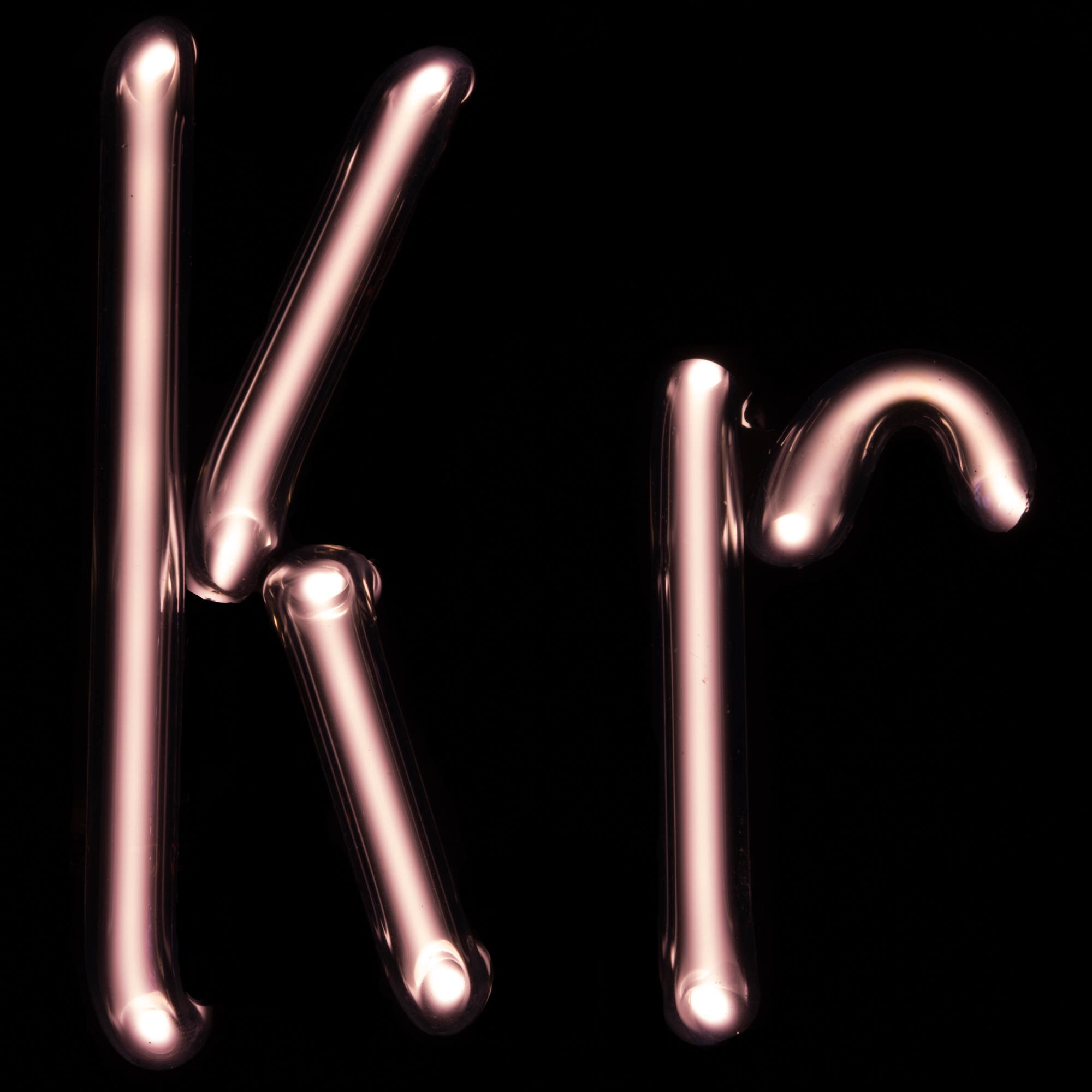
氪放电管

氪的多条谱线使离子化的氪气放电管呈白色，注入氪气的电灯泡是很光亮的白色光源，因此常用作摄影的闪光灯。氪气与其他气体混合可用于发光告示牌，会发出光亮的黄绿色光。
氪与氩混合物可注入省电的荧光灯，这可以减少能量的消耗，但同时也减少了光度，也增加了成本。氪比氩昂贵100倍。氪和氙也会注入白炽灯，以减少灯丝的蒸发，让灯丝可以在更高的运行温度中操作。
氪的白光在有颜色的气体放电管中有很好的效果，这些放电管表面涂上涂料就可以得到颜色的效果。此外，氪在红色谱线区中的光能密度比氖要高得多，因此高功率激光秀使用的红色激光器多使用氪。如果使用一般的氦或氖，则很难达到所需的输出。氟化氪激光在核聚变能源研究领域上有重要用途，这种激光束均匀度高、波长短，可以通过改变光斑大小追踪内爆的靶丸。
在实验粒子物理学，液态氪可用作制造电磁热量计。其中著名的例子为欧洲核子研究中心的NA48实验中的热量计，当中使用了27吨的液态氪。这种用途比较罕见，因为使用液态氩的热量计比较便宜，也通常使用。相对于氩，氪的好处是莫里哀半径较短，只有4.7 cm，因此空间分辨率较好，重叠较少。
氪83在磁共振成像中有应用，特别可用于分辨憎水和亲水的表面。在X射线计算机断层成像中，使用氪和氙的混合物比单独使用氙的效果好。

## 安全
氪无毒，但有窒息性。氪的麻醉性比空气強7倍，吸入含有50%氪和50%空气的气体所引致的麻醉相当于在4倍大气压力之下吸入空气，也相当于在30米水深潜水。

## 外部連結
- 元素氪在洛斯阿拉莫斯国家实验室的介紹（英文）
- —— 氪（英文）
- 元素氪在The Periodic Table of Videos（諾丁漢大學）的介紹（英文）
- 元素氪在Peter van der Krogt elements site的介紹（英文）
- WebElements.com – 氪（英文）